# نادي ليبايا
نادي ليبايا لكرة القدم (لاتفية: FK Liepāja) هو نادي كرة قدم لاتفي، تأسس في عام 2014. مقر النادي في ملعب داوغافا في ليبايا. يلعب نادي ليبايا في الدوري اللاتفي الممتاز. في موسمه الأول حل رابعاً في الدوري اللاتفي الممتاز 2014.

## روابط خارجية
- الموقع الرسمي (باللاتفية)